# Walter Hallstein
Walter Hallstein (ur. 17 listopada 1901 w Moguncji, zm. 29 marca 1982 w Stuttgarcie) – niemiecki polityk, profesor prawa międzynarodowego, pierwszy przewodniczący Komisji EWG w latach 1958–1967.

## Życiorys
Hallstein był synem protestanckiego inspektora budowlanego w Moguncji. Studiował prawo i nauki polityczne w Bonn, Berlinie i Monachium. Po ukończeniu studiów w 1925 r. rozpoczął pracę jako asystent profesora na Uniwersytecie Humboldtów w Berlinie. Od 1927 był egzaminatorem na Uniwersytecie w Rostocku, a dwa lata później został wykładowcą. Począwszy od 1930 r. był przez dziesięć lat kierownikiem tamtejszej katedry prawa prywatnego i prawa spółek, zyskując sławę eksperta w tej dziedzinie. W tym też okresie był członkiem i pracownikiem Narodowosocjalistycznego Związku Niemieckich Prawników. Później objął stanowisko profesora na Uniwersytecie Frankfurckim, jednak w 1942 r. został wcielony do niemieckiej armii. W 1944 r. trafił do alianckiej niewoli i został przetransportowany do obozu dla jeńców wojennych w Stanach Zjednoczonych. Tam uruchomił swoisty obozowy uniwersytet, aby przybliżać współwięźniom wiedzę prawniczą, w tym także dotyczącą ich praw.
W latach 1950–1951 szef Urzędu Kanclerskiego. Twórca doktryny Hallsteina, według której to wyłącznie RFN miało prawo do reprezentowania obu państw niemieckich za granicą. Elementem tej doktryny było też nieutrzymywanie stosunków dyplomatycznych z państwami utrzymującymi stosunki dyplomatyczne z NRD.
Inicjator Wspólnot Europejskich i struktur unijnych. Jeden z twórców wizerunku i głównych nurtów politycznych współczesnej Unii Europejskiej.